# Aniela Szycówna

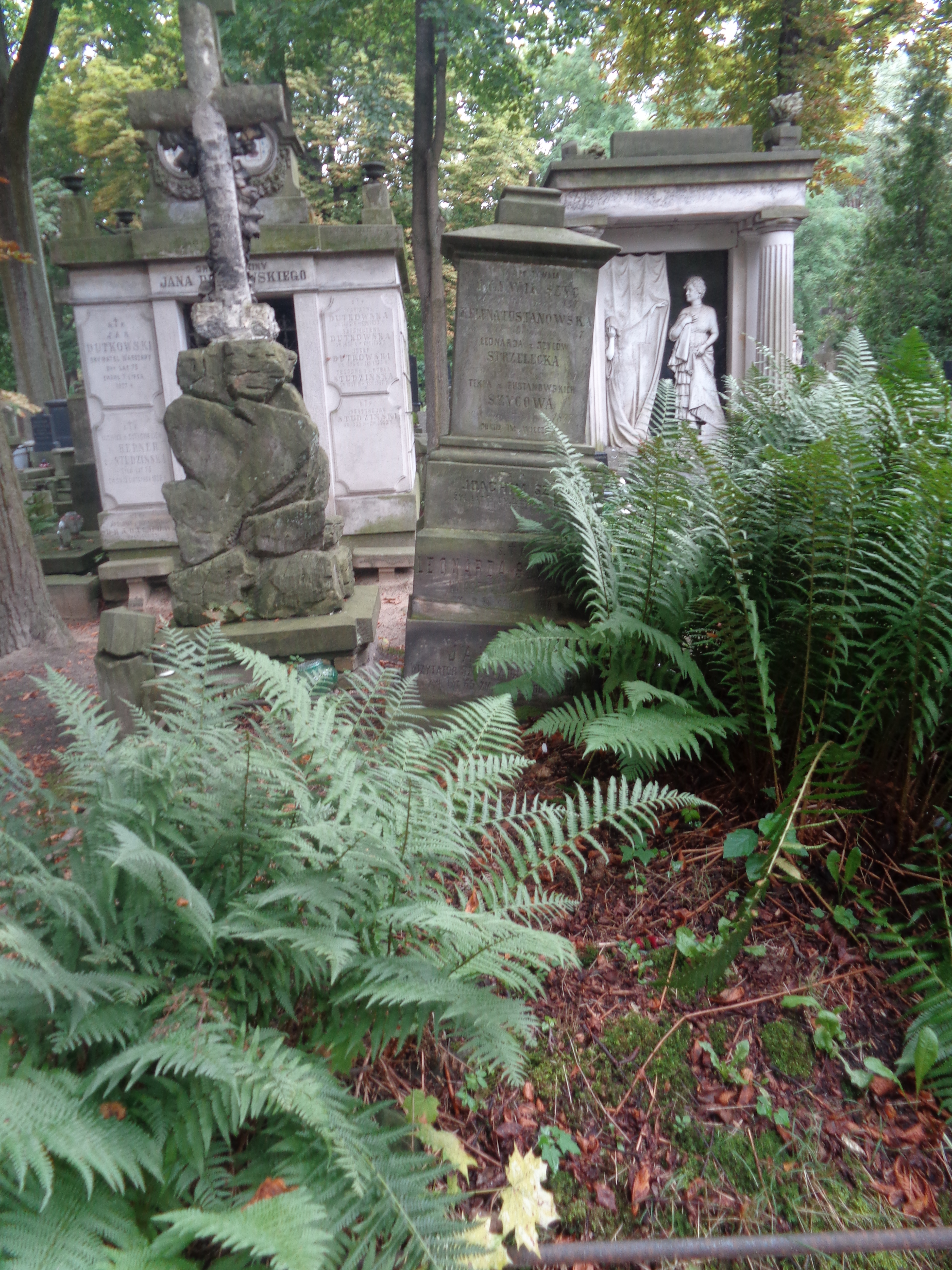
Grób Anieli Szycówny na Cmentarzu Powązkowskim

Aniela Maria Szyc (Szycówna) (ur. 31 lipca 1869 w Warszawie, zm. 14 lutego 1921 tamże) – polska pedagożka, psycholożka oraz publicystka.

## Życiorys
W 1886 zdała egzamin dyplomowy na nauczycielkę języka polskiego, uczestniczyła w kursach dokształcających w ramach tzw. Uniwersytetu Latającego. W latach 1907–1918 wykładowczyni pedagogiki na Wydziale Humanistycznym Towarzystwa Kursów Naukowych w Warszawie.
Była redaktorką czasopism pedagogicznych „Nowe Tory” oraz „Szkoła Powszechna”, współpracowała również z „Przeglądem Pedagogicznym”. Prowadziła badania nad zasobem pojęć dzieci korzystając z kwestionariusza spostrzeżeń Jana Władysława Dawida, z którym przez wiele lat współpracowała. Kierowała Polskim Towarzystwem Badań nad Dziećmi od 1907 do 1921 roku. Była członkinią Polskiego Towarzystwa Filozoficznego we Lwowie.
Pochowana w Warszawie na cmentarzu Powązkowskim (kwatera 35-3-24/25).

## Ważniejsze prace naukowe
- Rozwój pojęciowy dziecka w okresie 6–12 lat (1899)
- O powinnościach nauczyciela i jego kształceniu (1915)